# الشعر الحلمنتيشي
الشعر الحلمنتيشي هو نوع من الشعر المعاصر يمزج فيه الشاعر بين الفصحى والعامية  يعتمد على الفكاهة والسخرية وينتشر في مصر والسودان. كانت بداية ظهوره على يد حسين شفيق المصري وبيرم التونسي نسبة إلى فرقة حَـلَمَنْـتيش التي كانت تعرض مثل هذا النوع من الفكاهة فكتب حسين شفيق المشعلقات والتي يعارض بها المعلقات.
كان الشاعر حسين شفيق المصري المعروف بفارس الحلمنتيشي وبيرم التونسي أول من سمى الشعر الحلمنتيشي بهذا الاسم ومن شعرائه أحمد قنديل وشوقي أبو ناجي وعبد العليم القباني و مصطفى رجب وياسر قطامش.